# Aínsa-Sobrarbe

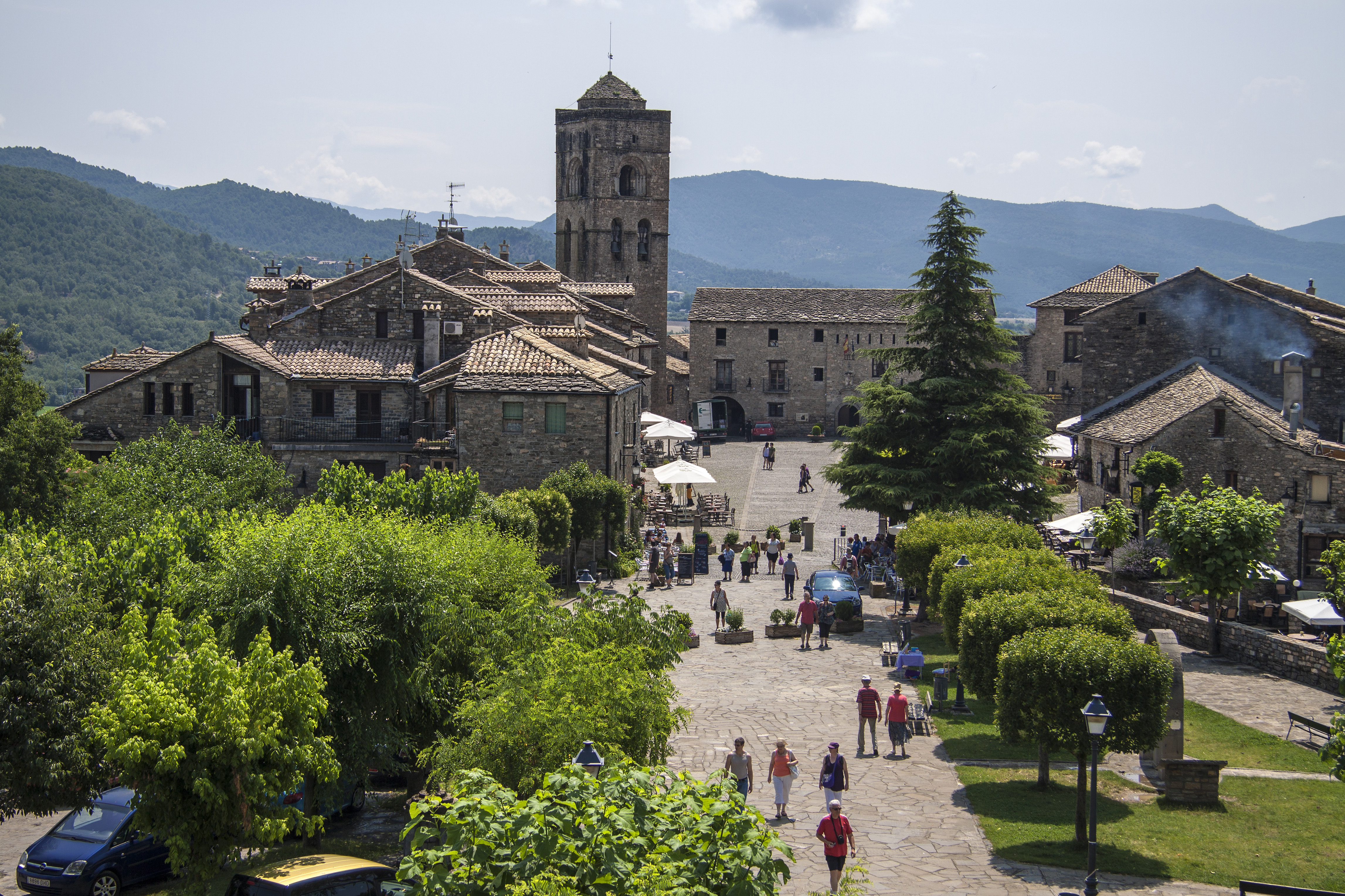
Villa de Aínsa, con su plaza Mayor, desde el castillo

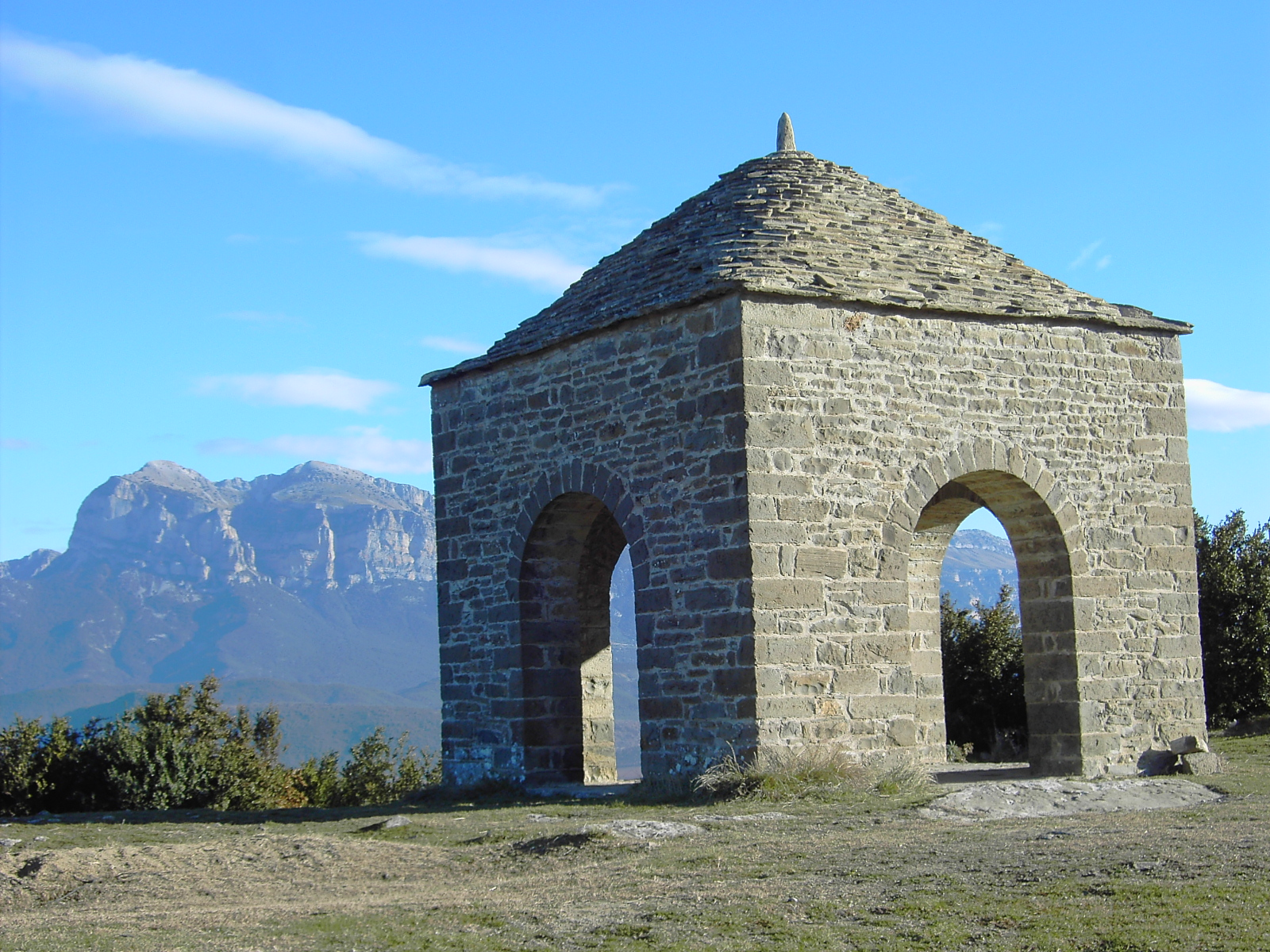
Esconjuradero de Guaso

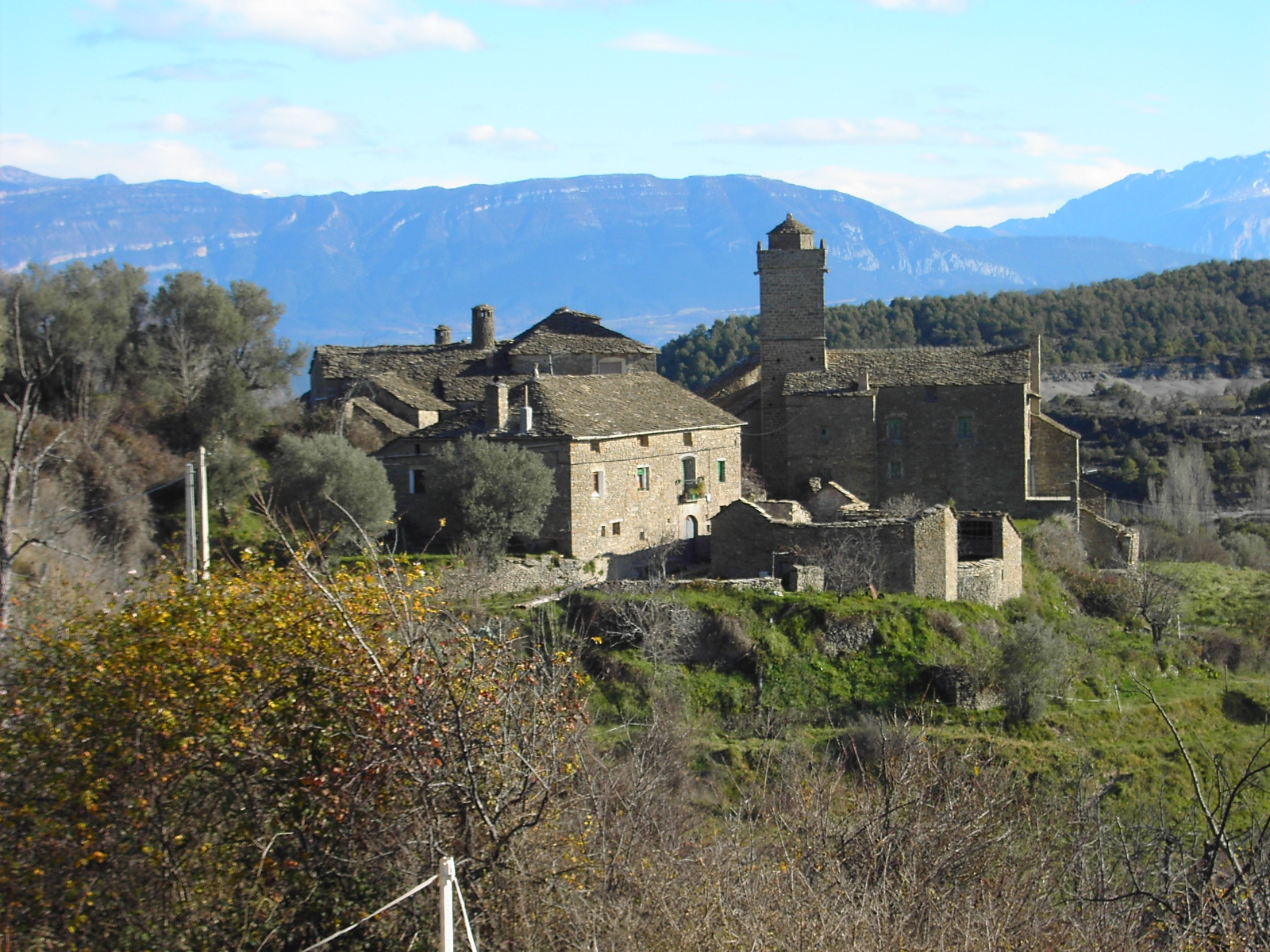
Barrio de San Martín en Santa María de Buil

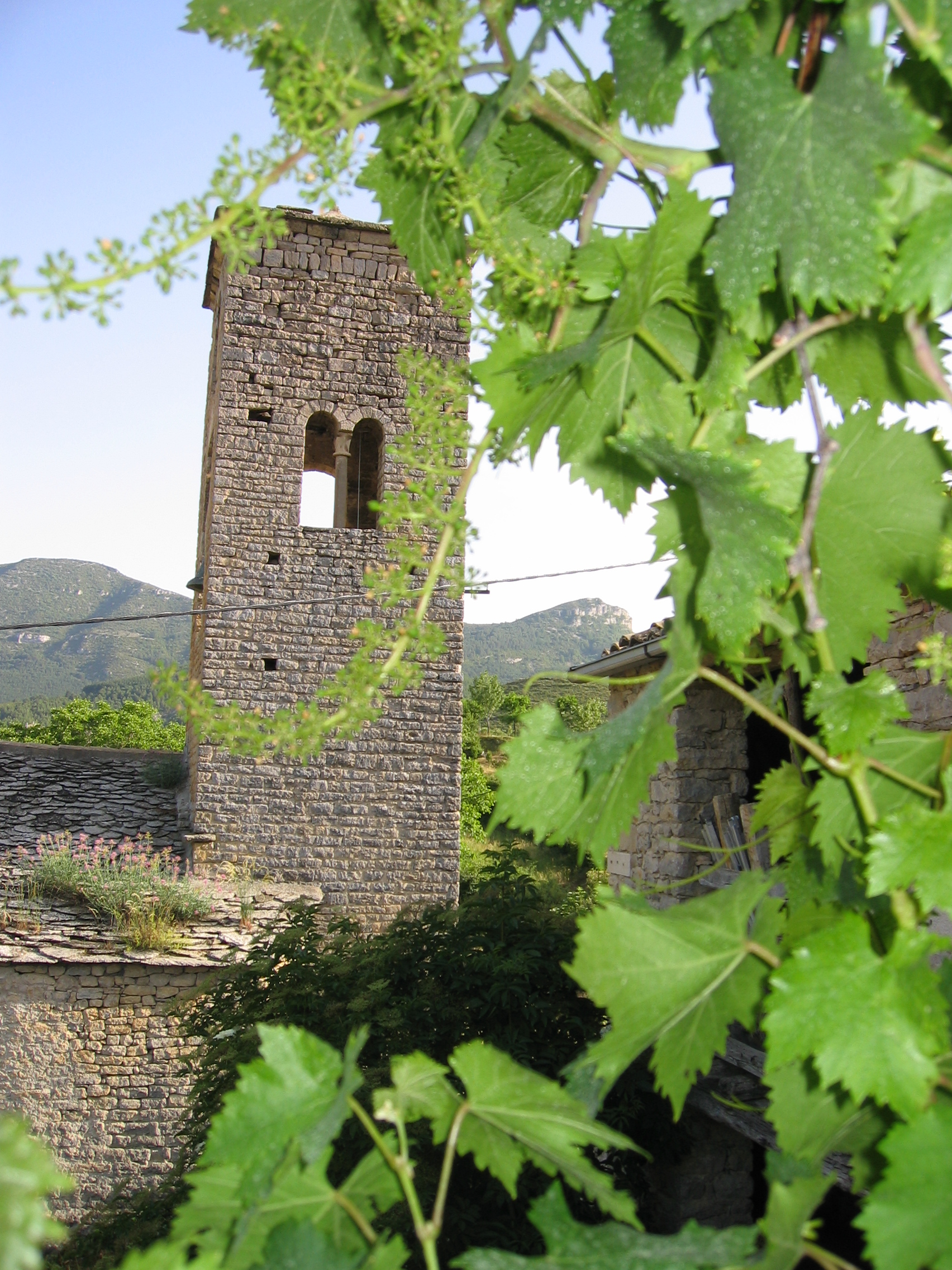
Torre de la iglesia de Sarsa de Surta

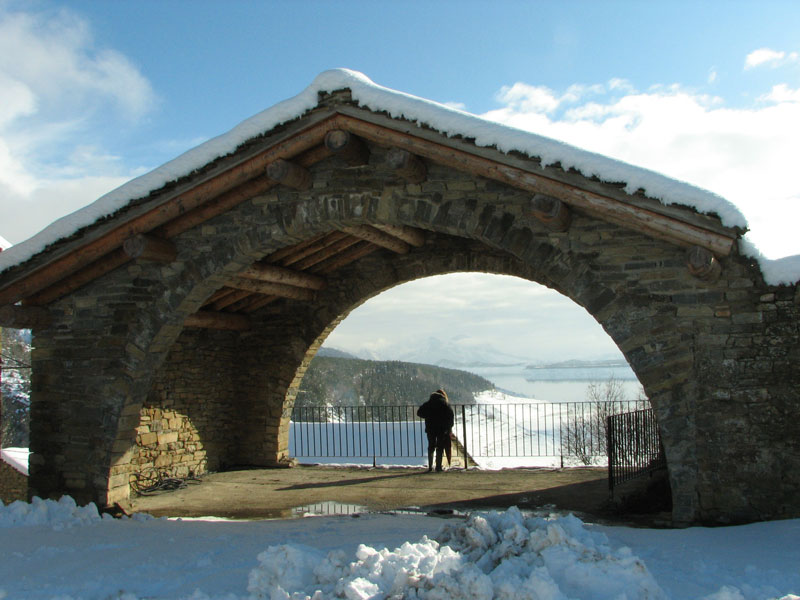
Aventadero de Gerbe

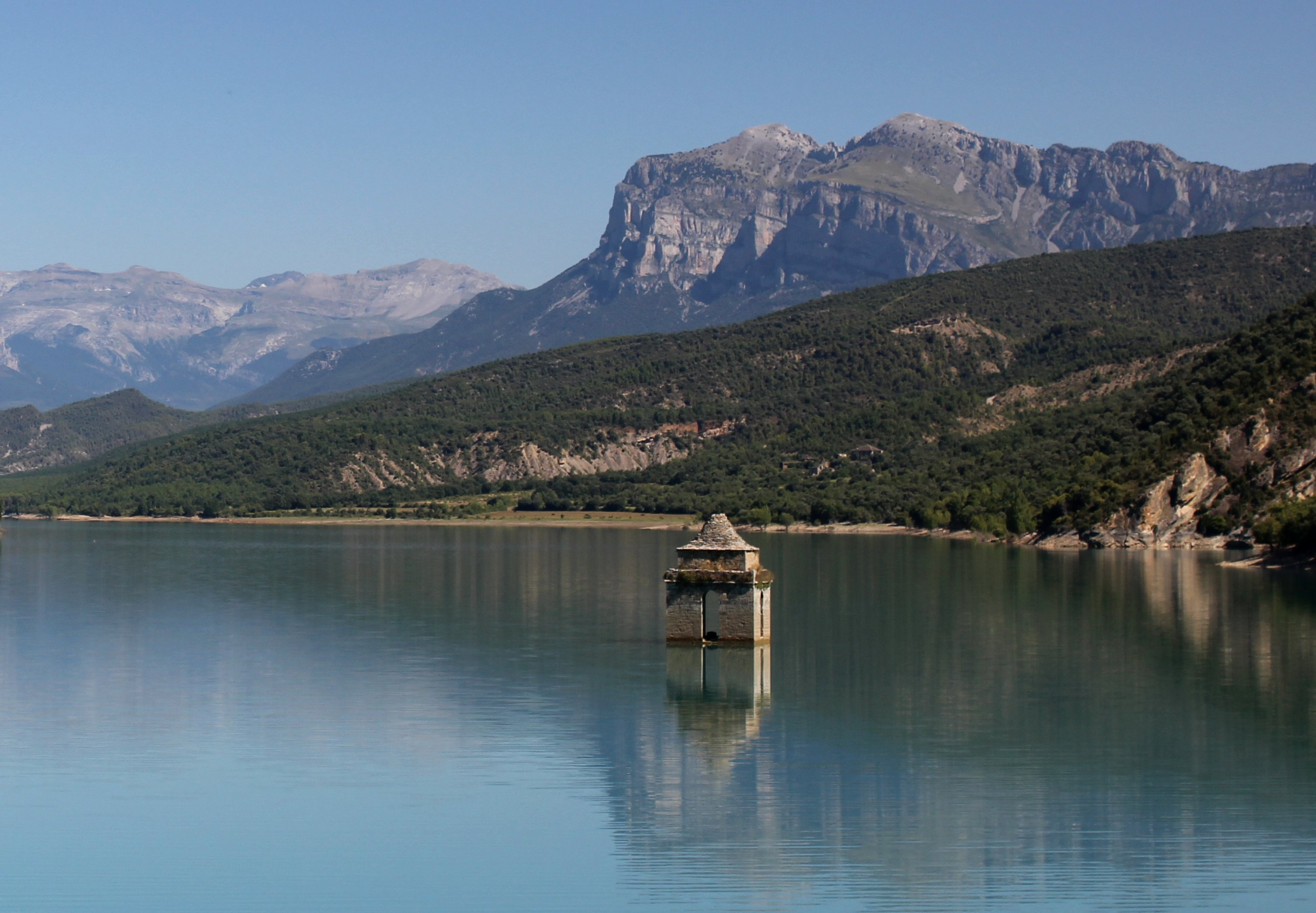
Embalse de Mediano, con la torre del campanario característica, al fondo la Peña Montañesa

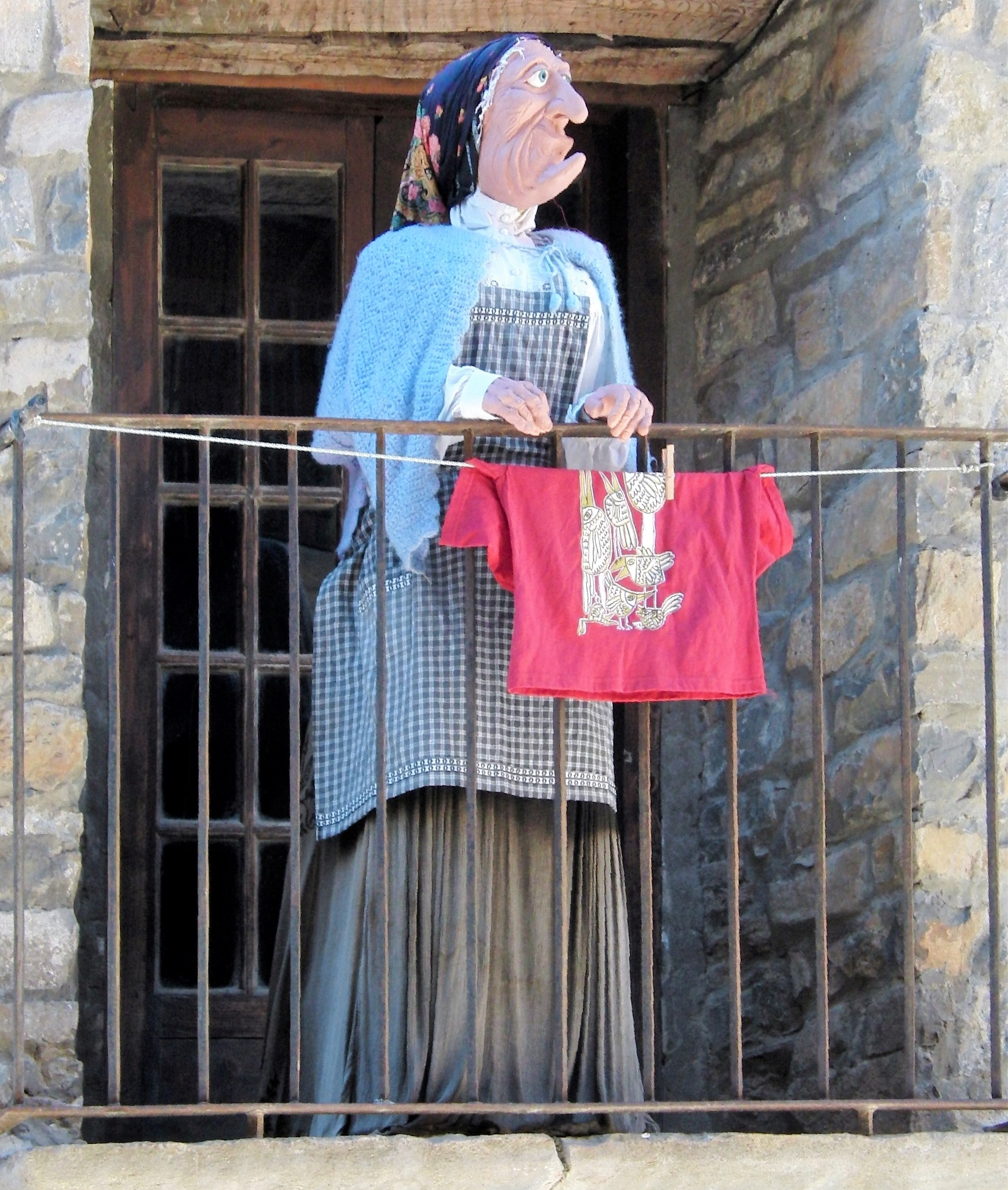
Mounaque en un balcón de Aínsa

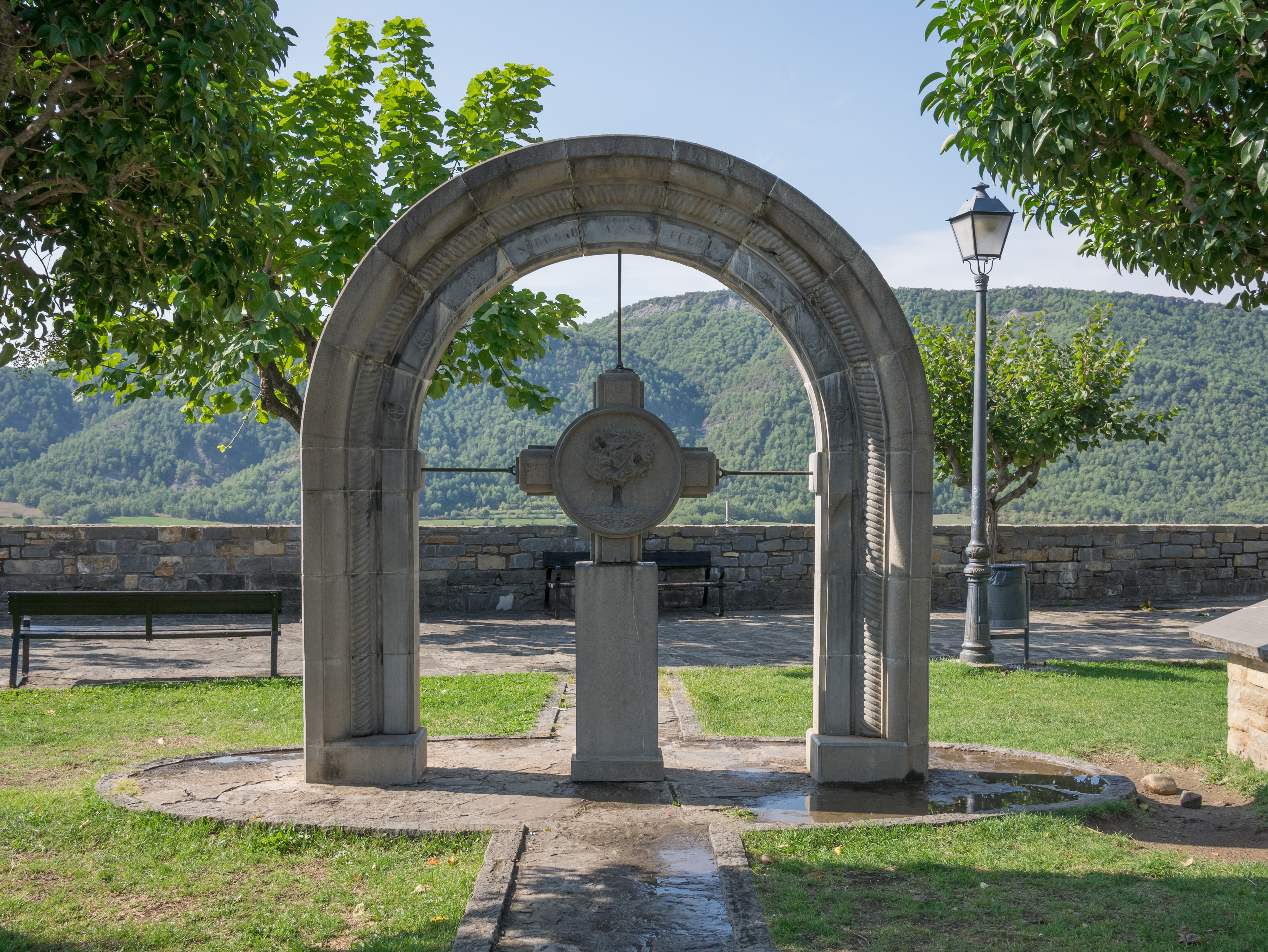
Monumento a los fueros de Sobrarbe

Aínsa-Sobrarbe (cooficialmente en aragonés: L'Aínsa-Sobrarbe) es un municipio español situado en la comarca altoaragonesa de Sobrarbe, en la provincia de Huesca, comunidad autónoma de Aragón. Tiene su capital en la villa de Aínsa (aragonés, L'Aínsa). El municipio surgió tras la fusión de los antiguos municipios de Aínsa y de Alto Sobrarbe, en 1976. Compone un extenso término con un área de 284,8 km² y una población de 2315 habitantes (INE 2022).

## Geografía

### Áreas protegidas
- Geoparque Mundial UNESCO Sobrarbe-Pirineos
- Parque Natural de la Sierra y los Cañones de Guara

### Embalses
- Embalse de Mediano

### Ríos
- Río Ara
- Río Cinca

## Demografía
Bajo la denominación de Aínsa-Sobrarbe se integran la práctica totalidad de las pequeñas poblaciones que la rodean. El núcleo principal del municipio es la villa de Aínsa, a la cual se han asociado a lo largo de los años tras diversas fusiones de diferentes municipios los núcleos poblacionales de Arcusa, Arro, Banastón, Bruello, Las Bellostas, Camporrotuno, Castejón de Sobrarbe, Castellazo, Coscojuela de Sobrarbe, El Coscollar, Gerbe, Griébal, Guaso, Jabierre de Olsón, Latorre, Latorrecilla, Mondot, Morillo de Tou, Olsón, La Pardina, La Ripa, Paúles de Sarsa, Santa María de Buil, Sarratillo, Sarsa de Surta y Urriales.
Existen pueblos o aldeas habitadas esporádicamente como: Casa Almunia, Molino López, Molino Villacampa, Molino Jabierre, Sarratiás, El Sarrato, Coronillas, Pelegrín y Gabardilla. También aldeas deshabitadas como: Bagüeste, Paciniás, Cerollar, Casa Sierra, Casa Linás, Escapa, La Lecina, Linés, La Capana y Puibayeta.
Datos demográficos del municipio de Ainsa-Sobrarbe según el INE.
| Gráfica de evolución demográfica de Aínsa entre 1981 y 2021 |
| |
| Población de derecho según los censos de población del INE Población según el padrón municipal de 2021. Entre el censo de 1981 y el anterior, aparece este municipio porque se fusionan los municipios de Aínsa y Alto Sobrarbe Datos referidos a la población de derecho |

### Núcleos de población
Desglose de población según el Padrón Continuo por Unidad Poblacional del INE.
| Núcleos                | Habitantes (2021) |
| ---------------------- | ----------------- |
| Aínsa                  | 1757              |
| Arcusa                 | 37                |
| Arro                   | 29                |
| Banastón               | 106               |
| Las Bellostas          | 7                 |
| Camporrotuno           | 20                |
| Castejón de Sobrarbe   | 7                 |
| Castellazo             | 21                |
| Coscojuela de Sobrarbe | 50                |
| El Coscollar           | 5                 |
| Gerbe                  | 31                |
| Guaso                  | 108               |
| Jabierre de Olsón      | 10                |
| Latorre                | 4                 |
| Latorrecilla           | 29                |
| Olsón                  | 19                |
| La Pardina             | 11                |
| Mondot                 | 4                 |
| Morillo de Tou         | 8                 |
| Paúles de Sarsa        | 19                |
| Santa María de Buil    | 22                |
| Sarsa de Surta         | 8                 |

Además el término municipal incluye los despoblados de Bagüeste, El Sarrato, Griébal, La Capana, Linés, Plampalacios y Pelegrín, entre otros.

## Cultura

### Actos
- La morisma de Aínsa

### Patrimonio
Civil
- Cruz cubierta de Aínsa
- Casa la Abadía de Arro
- Casa Lanao, en Arro
- Casa la Abadía de Gerbe
- Casa Bara, en Guaso
- Casa Juan Broto, en Guaso
- Casa Pallás, en Guaso
- Esconjuradero de Guaso
- Casa Molinero en Las Bellostas

Defensivo
- Castillo de Aínsa
- Torre de Arcusa
- Castillo de Tou

Funerario
- Dolmen de la Capilleta
- Dolmen de Pueyoril

Religioso
- Colegiata de Santa María, en Aínsa
- Iglesia de la Asunción de Castejón de Sobrarbe
- Iglesia de San Salvador de Guaso
- Iglesia de Santa Eulalia de Olsón
- Iglesia de San Martín en Santa María de Buil

## Administración y política
| Período       | Alcalde                                       | Partido | Partido |
| ------------- | --------------------------------------------- | ------- | ------- |
| 1979-1983     | Emilio Escartín Fes                           | UCD     |         |
| 1983-1987     | José Luis Sierra Lafuerza                     | PSOE    |         |
| 1987-1991     | José Luis Sierra Lafuerza                     | PSOE    |         |
| 1991-1995     | Joaquín Solanilla Rivera                      | PP      |         |
| 1995-1999     | Joaquín Solanilla Rivera                      | PP      |         |
| 1999-2003     | Joaquín Solanilla Rivera                      | PP      |         |
| 2003-2007     | Joaquín Solanilla Rivera                      | PP      |         |
| 20072007-2011 | Martín Beneded Campo José Miguel Chéliz Pérez | PP PSOE |         |
| 20072007-2011 | Martín Beneded Campo José Miguel Chéliz Pérez | PP PSOE |         |
| 2011-2015     | José Miguel Chéliz Pérez                      | PSOE    |         |
| 2015-2019     | Enrique Pueyo García                          | PSOE    |         |
| 2019-2023     | Enrique Pueyo García                          | PSOE    |         |

| Partido político    | Partido político                                   | 2003   | 2007   | 2011   | 2015   | 2019   |
| Partido político    | Partido político                                   | Ediles | Ediles | Ediles | Ediles | Ediles |
|                     | Partido de los Socialistas de Aragón (PSOE-Aragón) | 2      | 4      | 4      | 4      | 8      |
|                     | Partido Popular de Aragón (PP)                     | 5      | 4      | 4      | 3      | 2      |
|                     | Partido Aragonés (PAR)                             | 1      | 0      | 1      | 2      | 0      |
|                     | Chunta Aragonesista (CHA)                          | 1      | 1      | 1      | 0      | 1      |
|                     | Izquierda Unida (IU)-Cambiar Aínsa                 | —      | —      | 1      | 2      | —      |
| Total de concejales | Total de concejales                                | 9      | 9      | 11     | 11     | 11     |